# Neutralna polityka ludnościowa
Neutralna polityka ludnościowa: W przeciwieństwie do dwóch skrajnych typów polityki ludnościowej: polityka pronatalistyczna i polityka antynatalistyczna, neutralna polityka ludnościowa zakłada, że państwo powinno pozostawić sprawę prokreację do indywidualnego, swobodnego rozważenia jednostek w społeczeństwie. Polityka ta odrzuca wszelkie formy wpływania na kształtowanie się przyrostu naturalnego, zarówno w stronę jego zwiększania jak i obniżania zakładając że powinien mieć on charakter samoistny.
W niektórych krajach stosujących ten rodzaj polityki, wyjątkowy nacisk kładzie się natomiast na podwyższanie poziomu zdrowia, edukacji i kultury społeczeństwa, a więc na umożliwianie dzieciom funkcjonowania, dorastania  i nauki w jak najkorzystniejszym otoczeniu.
Polityka taka jest stosowana jedynie w krajach, które są usatysfakcjonowane ze swojej struktury demograficznej, a więc w krajach, które chcą zachować bieżącą ilościową sytuację ludności. W takich okolicznościach, nie mając problemu ani z brakiem siły roboczej, ani z patologiami społecznymi związanymi z jej nadmiarem, państwo może skupić się na rozwoju jakościowym swojego społeczeństwa poprzez politykę oświatową czy też zdrowotną.
Wybór rodzaju stosowanej polityki ludnościowej jest konfrontowany z potrzebami danego społeczeństwa. Ponadto strategia ludnościowa nie może być doraźna, a musi zakładać długookresową perspektywę rozwoju państwa.